# Langrayen à ventre blanc
Artamus leucorynchus
Espèce
Statut de conservation UICN

 LC  : Préoccupation mineure
Le Langrayen à ventre blanc (Artamus leucorynchus) est une espèce de petit passereau de la famille des Artamidae.

## Description
Son plumage doux, est gris ardoise sur la tête et le dos, et blanc sur les parties inférieures.

## Comportement
C'est un oiseau très agile en vol rapide, comme en vol plané. C'est une espèce migratrice qui se déplace couramment en grandes bandes.

## Nidification
Le nid est une petite construction sur une branche. La femelle y dépose généralement trois œufs.

## Alimentation
Ce passereau se nourrit d'insectes qu'il attrape au vol.

## Répartition
Son aire s'étend des Îles Andaman jusqu'en Indonésie, aux Îles Fidji, l'Australie et la Nouvelle-Calédonie.

### Liens de référence
- (fr) Oiseaux.net : Artamus leucorynchus (+ répartition)
- (en) Congrès ornithologique international : Artamus leucorynchus dans l'ordre Passeriformes (consulté le 22 mai 2015)
- (fr + en)  Avibase : Artamus leucorynchus (+ répartition) (consulté le 26 avril 2016)
- (fr + en) ITIS : Artamus leucorynchus  (Linnaeus, 1771)
- (en) Animal Diversity Web : Artamus leucorynchus
- (en) NCBI : Artamus leucorhynchus (taxons inclus)
- (en) UICN : espèce Artamus leucorynchus (Linnaeus, 1771) (consulté le 22 mai 2015)
- Fiche et photographies de l'oiseau (en)

### Photographies
- L'oiseau en vol